# Dèmoni 2... L'incubo ritorna
Dèmoni 2... L'incubo ritorna è un film italiano del 1986 diretto da Lamberto Bava e prodotto da Dario Argento. È il seguito di Dèmoni.

## Trama
Si festeggia il compleanno di Sally ma la ragazza, spocchiosa e piena di lamentele, si chiude in camera a guardare un docufilm su un gruppo di giovani che scopre una tomba; nella finzione, i giovani risvegliano un demone che li assale, fino a quando non si rivolge verso Sally, tentando di uscire dal televisore.
Non appena crede di essere scampata al pericolo, si ritrova davanti la creatura, che la aggredisce; poco dopo, la ragazza viene fuori dalla sua stanza per spegnere le candeline sulla torta, ma non appena lo fa, si tramuta in un demone sotto gli occhi terrorizzati dei suoi amici, che vengono in seguito aggrediti tutti, trasformandosi a loro volta in altri demoni.
A causa del sangue corrosivo che fuoriesce da Sally, la corrente salta e tutti gli inquilini restano bloccati dentro; tra loro vi sono George e sua moglie Hannah, che stanno per avere un bambino, l'istruttore di palestra Hank, il piccolo Tommy, solo in casa, e l'adolescente Ingrid con i genitori.
Sarà una dura lotta contro le sanguinarie creature, che vedrà venirne fuori solamente i due giovani sposi con il loro neonato.

## Produzione
Dopo il successo finanziario di Dèmoni in Italia, è iniziato lo sviluppo di un seguito. La sceneggiatura ha richiesto diversi mesi per svilupparsi, e secondo Lamberto Bava, anche l'effettista Sergio Stivaletti ha preso parte ad alcune sessioni. Le riprese sono iniziate il 19 maggio 1986, appena sette mesi dopo l'uscita del primo film. Dèmoni 2 è stato girato ad Amburgo e presso i De Paolis In.Ci.R. Studios di Roma.
Secondo Bava, Dario Argento non ha interferito nelle riprese, affermando che "Dario, come poche persone, è uno di quelli che ti persuade a dare il massimo... e devo dire che allo stesso tempo ha pienamente rispettato il mio ruolo di regista." Argento ha visitato regolarmente il set, ma non ha mai dato direttive al film.
Sia Bava che Argento hanno deliberatamente abbassato le scene violente per ridurre il divieto della pellicola ai minori di 14 anni in Italia. Il capitolo precedente era stato invece vietato ai minori di 18 anni.

## Colonna sonora
La colonna sonora originale di Demoni 2 fu affidata al compositore Simon Boswell, già autore di alcuni brani dello score di Phenomena. Gli altri brani presenti nella pellicola invece sono stati realizzati da artisti e gruppi new wave, diversamente dal primo film che comprendeva principalmente canzoni heavy metal.

### Tracce
- The Smiths - Panic
- Gene Loves Jezebel - Heartache
- The Cult - (Here Comes The) Rain
- Fields of the Nephilim - Power
- Art of Noise - Backbeat
- Peter Murphy - Blue Heart
- Dead Can Dance - De Profundis
- Love and Rockets - Kundalini Express
- Pierce Turner - How It Shone
- Caduta Massi - Blood and Flame
- The Producers - Live in TV

Questa la lista tracce delle musiche originali di Simon Boswell:
1. Demonica (2:08)
2. Demon's Groove (4:35)
3. Videomix (4:38)
4. Close Up (2:58)
5. I'll Be Right Back (Welcome to the world of Demons) (3:35)
6. Living Nightmare (5:13)

## Data di uscita
- Italia: 9 ottobre 1986[1]
- Stati Uniti d'America: 13 febbraio 1987[1]
- Germania Ovest: 9 luglio 1987[1]
- Regno Unito: 18 settembre 1987[1]

## Accoglienza

### Incassi
Il film ha incassato complessivamente 1.105.944.000 lire dell'epoca.